# Giovanni Fiorentino

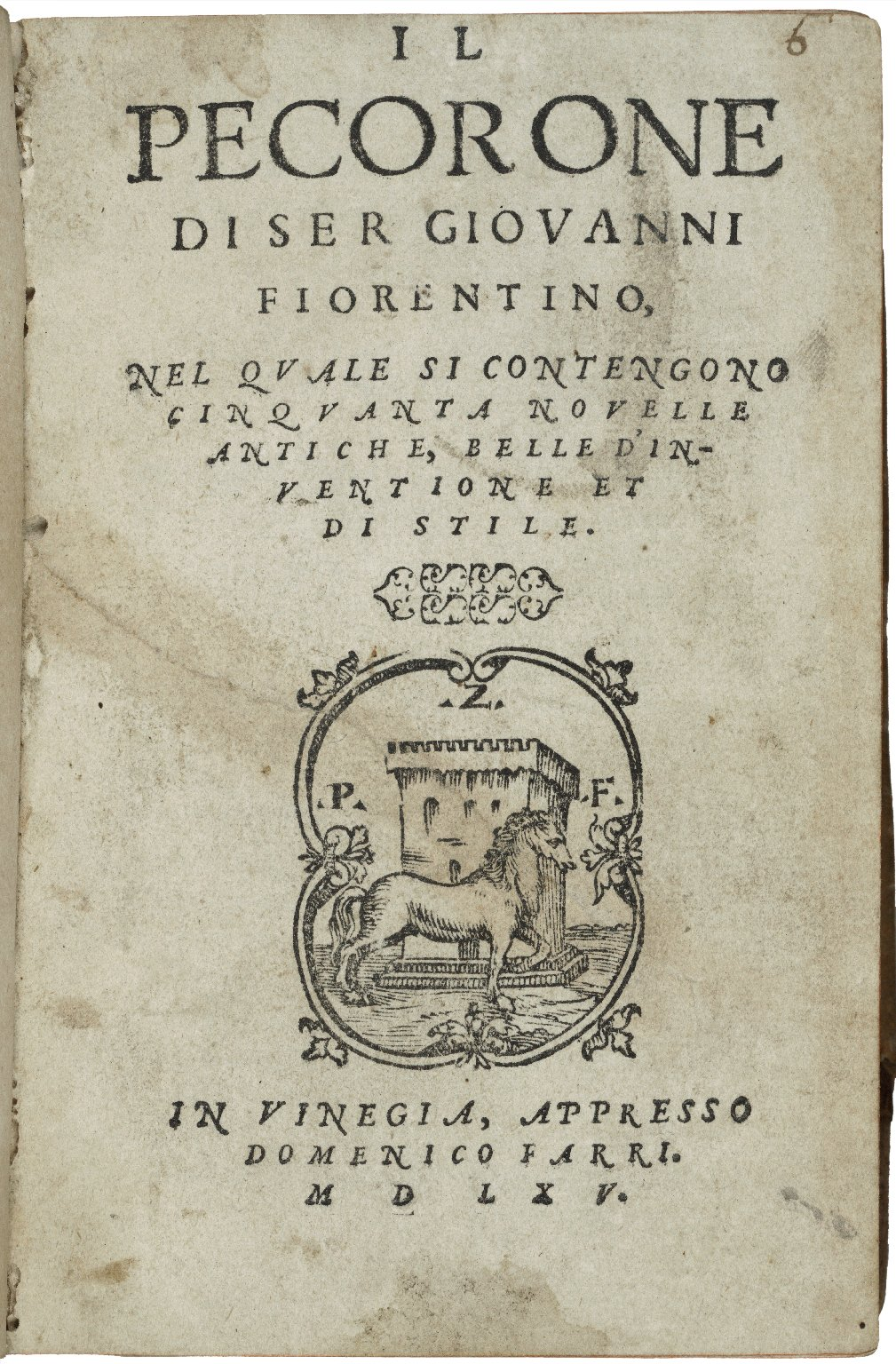
Title page (1565) of Il Pecorone

Giovanni Fiorentino est un écrivain italien du XIVe siècle à qui est attribué Il Pecorone (it).

## Biographie
Sa vie reste peu connue. Il aurait habité le château de Dovadola en Romagne et aurait été soit moine franciscain, soit notaire.
Il Pecorone, recueil de cinquante nouvelles, publié à Milan en 1558, à Venise en 1565 puis en 2 volumes à Livourne en 1793, fait placer, selon la critique italienne, Fiorentino au niveau de Boccace pour son style et son langage pur.